# 中川裕平
中川 裕平（なかがわ ゆうへい、1987年7月24日 - ）は、三重県四日市市出身の元サッカー選手。ポジションはDF。

## 来歴
小学3年生でサッカーを始める。四日市中央工業高校では1年で左サイドバック、2年でセンターバック、3年でボランチを担当した。1年時の第82回全国高校選手権では左サイドバックでスタメン出場していたが、準々決勝前日にインフルエンザを発症して試合を欠場。チームは国見に敗れた。2年時は県大会決勝で津工業に敗れ選手権出場を逃した。3年時には主将を務め、2年ぶりの出場となった第84回全国高校選手権では2回戦で野洲に敗れた。
高校卒業後のJ1クラブ加入を目指し、名古屋グランパスエイトの練習にも参加したがオファーは届かず、早稲田大学社会科学部へ進学した。ア式蹴球部では4年時の2009年に主将を務め、同年の第25回夏季ユニバーシアードに出場するユニバーシアード日本代表に選出され、銅メダルを獲得した。
Honda FCでは2016年の天皇杯の3回戦でJ3所属のグルージャ盛岡戦で後半アディショナルタイムに決勝点を挙げ、この得点が天皇杯を象徴するジャイアントキリングであったとして「SURUGA I DREAM Award」を受賞している。
2016年をもって現役を引退。

## 所属クラブ
- 四日市市立西笹川中学校
- 2003年 - 2005年 三重県立四日市中央工業高等学校
- 2006年 - 2009年 早稲田大学
- 2010年 - 2016年 Honda FC

## 個人成績
| 国内大会個人成績 | 国内大会個人成績 | 国内大会個人成績 | 国内大会個人成績 | 国内大会個人成績 | 国内大会個人成績 | 国内大会個人成績 | 国内大会個人成績 | 国内大会個人成績 | 国内大会個人成績 | 国内大会個人成績 | 国内大会個人成績 |
| 年度             | クラブ           | 背番号           | リーグ           | リーグ戦         | リーグ戦         | リーグ杯         | リーグ杯         | オープン杯       | オープン杯       | 期間通算         | 期間通算         |
| 年度             | クラブ           | 背番号           | リーグ           | 出場             | 得点             | 出場             | 得点             | 出場             | 得点             | 出場             | 得点             |
| 日本             | 日本             | 日本             | 日本             | リーグ戦         | リーグ戦         | リーグ杯         | リーグ杯         | 天皇杯           | 天皇杯           | 期間通算         | 期間通算         |
| ---------------- | ---------------- | ---------------- | ---------------- | ---------------- | ---------------- | ---------------- | ---------------- | ---------------- | ---------------- | ---------------- | ---------------- |
| 2010             | Honda            | 18               | JFL              | 21               | 0                | -                | -                | 2                | 0                | 23               | 0                |
| 2011             | Honda            | 3                | JFL              | 24               | 1                | -                | -                | -                | -                | 24               | 1                |
| 2012             | Honda            | 3                | JFL              | 28               | 2                | -                | -                | -                | -                | 28               | 2                |
| 2013             | Honda            | 3                | JFL              | 34               | 2                | -                | -                | -                | -                | 34               | 2                |
| 2014             | Honda            | 3                | JFL              | 24               | 3                | -                | -                | -                | -                | 24               | 3                |
| 2015             | Honda            | 3                | JFL              | 30               | 0                | -                | -                | -                | -                | 30               | 0                |
| 2016             | Honda            | 3                | JFL              | 23               | 1                | -                | -                | 4                | 1                | 27               | 2                |
| 通算             | 日本             | 日本             | JFL              | 184              | 9                | -                | -                | 6                | 1                | 190              | 10               |
| 総通算           | 総通算           | 総通算           | 総通算           | 184              | 9                | -                | -                | 6                | 1                | 190              | 10               |

- その他
  - 2014年 JFLチャンピオンシップ 2試合0得点
  - 2016年 JFLチャンピオンシップ 1試合1得点

## 代表歴
- U-16日本代表
- U-18日本代表
- ユニバーシアード日本代表
  - 第25回夏季ユニバーシアード
- JFL選抜
  - 2015年ベトナム遠征